# 108 St Georges Terrace
El 108 St Georges Terrace (antiguamente conocido como Bankwest Tower) es un rascacielos de oficinas de 52 plantas situado en Perth, Australia Occidental, Australia. Completado en 1988, el edificio tiene 214 metros (702 pies) de altura de azotea y 247 metros (810 pies) de altura de antena. Fue el edificio más alto de Perth desde su finalización en 1988 hasta 1992, cuando fue superado por Central Park. A 2023 se mantiene como el tercer edificio más alto de la ciudad. La torre de hormigón tiene un perfil distintivo, con una planta triangular.
La parcela ocupada por la torre contenía el Hotel Palace, y se formó una organización para intentar salvar el edificio de la demolición para permitir la construcción de una torre de oficinas. La parcela fue adquirida por el empresario Alan Bond y la torre fue aprobada y construida en un proyecto que conservaría gran parte del Hotel Palace. La torre se mantuvo como la sede de las compañías de Bond hasta su quiebra. La torre ha sido también desde su finalización la sede del banco estatal de Australia Occidental, BankWest (conocido antiguamente como R&I Bank).

## Historia

### Antes de 1978
Los primeros locales autorizados para la venta de bebidas alcohólicas de Perth se situaron en la exclusiva esquina de la calle William y St Georges Terrace, en la década de 1830.
El entonces opulento Hotel Palace abrió en esta esquina en 1897, durante los días de la fiebre del oro de Australia Occidental, y desarrolló una historia "colorida", hospedando a muchos famosos del momento.
El solar fue adquirido por el Commonwealth Bank of Australia, que anunció en 1972 que planeaba reurbanizar la parcela con un rascacielos de oficinas.
Durante las décadas de 1950 y 1960, se demolieron muchos edificios antiguos de Perth para permitir la construcción de proyectos modernos, lo que provocó fuertes críticas al Ayuntamiento de Perth por aprobar estos proyectos.
En este ambiente, surgieron amplias protestas públicas y un grupo de ciudadanos preocupados que se llamaban "The Palace Guards" trabajó para salvar el histórico edificio.
Estas protestas llevaron a la cancelación de los planes y la catalogación del edificio como patrimonio por la National Trust, y forzó al Commonwealth Bank a pedir al Gobierno Federal quitarle la parcela de sus manos.
La propiedad fue comprada por el empresario Alan Bond al Commonwealth Bank en 1978 junto con Terrace Arcade, situada al lado.

### Bond Corporation y la construcción: 1978-1988
En 1980, Bond desveló nuevos planes para la reurbanización de la parcela. Estos planes hacían algún esfuerzo para preservar el Palace Hotel, manteniendo la fachada y el vestíbulo principal del edificio.
Sin embargo, la construcción de la moderna torre de oficinas en la esquina noreste de la parcela requirió la demolición de Terrace Arcade, el ala este de alojamiento y el famoso comedor del hotel. La explicación dada de las obras fue que las extensas renovaciones del Hotel Palace de 1915 y la década de 1930 habían debilitado considerablemente su estructura, así como problemas controlando las termitas en el edificio.
El proyecto excedió la edificabilidad aceptada en el plan de urbanismo, sin embargo el Ayuntamiento de Perth aprobó los planes, con la condición de que Bond Corporation mantuviera el Hotel Palace en funcionamiento como hotel.
La demolición de partes de la parcela comenzó en agosto de 1981, y en agosto de 1983 se completó la construcción de los cimientos de la torre y las tres plantas del aparcamiento subterráneo.
Sin embargo, continuaban las dudas sobre la viabilidad del edificio, lo que disminuía la velocidad del proyecto. Esto cambió el 7 de septiembre de 1984 cuando el presidente de R&I Bank David Fischer firmó un acuerdo de empresa conjunta sobre el proyecto con Austmark International, filial de Bond Corporation. El banco, que en aquel tiempo pertenecía en su totalidad al Gobierno de Australia Occidental, consultó al entonces Primer ministro Brian Burke para decidir si invertir en el proyecto.
Después de la inversión del banco en el proyecto, los promotores buscaron con éxito la modificación en el proyecto original aprobado por el Ayuntamiento de Perth para permitir el uso del Palace Hotel como un banco, en lugar de continuar como un hotel. Con este permiso, continuó la construcción del proyecto por Multiplex, y las oficinas se alquilaron rápidamente; en octubre de 1985 quedaban solo cuatro plantas del edificio sin alquilar y se esperaba que estuviera completamente alquilado antes de la finalización.
Con la construcción continuando una vez más, el Hotel Palace cerró en junio de 1986. En abril de 1987, mientras la torre estaba aún en construcción, cinco hombres fueron arrestados tras entrar ilegalmente en el solar y tirarse en paracaídas desde la parte superior del edificio a primeras horas de la mañana.
El edificio fue construido al ritmo de aproximadamente una planta cada ocho a diez días.
La construcción de la torre llevó tres años. Los primeros ocupantes se trasladaron a la torre en julio de 1988.
La torre abrió oficialmente en octubre de 1989. La construcción costó 120 millones de dólares australianos, por encima de la estimación de 1984 de 100 millones.
Tras su finalización, el edificio se convirtió en el 55.º edificio más alto del mundo, el tercero más alto de Australia y el más alto de Perth (sobrepasando a la Torre St Martins).
Era también el octavo rascacielos de hormigón más alto del mundo.
Sin embargo, en aquel tiempo ya había planes de construir un edificio más alto en la parcela de los antiguos grandes almacenes David Jones entre la calle Hay y St Georges Terrace, que se convirtió en el actual Central Park.

### Después de la construcción: 1988-2012
Las tres plantas más altas del edificio estaban ocupadas por la compañía privada de inversión de Alan Bond Dallhold Investments, que era propietaria de una participación mayoritaria de Bond Corporation.
En noviembre de 1987, Alan Bond compró el cuadro de Vincent van Gogh Iris y lo desveló en una galería de arte en la planta 49 de la torre el 23 de diciembre de 1988.
En medio de un empeoramiento de la situación financiera de las empresas Bond, Bond Corporation vendió su mitad del edificio al R&I Bank por 108 millones, haciendo al R&I Bank dueño completo.
En 1991, en medio de la quiebra del imperio Bond, Bond trasladó sus oficinas fuera de la torre, dejando vacías las tres últimas plantas.
Esas plantas permanecieron vacías durante casi una década.
Desde cuando abrió, la torre fue conocida como Bond Tower y R&I Tower, debido a la presencia de ambos logos en el exterior del edificio. Los logos de Bond Corporation fueron retirados más tarde de la torre, y a finales de 1994, la señalización del edificio fue actualizada para que coincidiera con el nuevo nombre y logo de su dueño y principal ocupante, BankWest.
BankWest vendió el edificio en noviembre de 1994 por $ 146 millones a Jetcloud Pty Ltd, que era propiedad mayormente de AMP Society. Sin embargo, BankWest mantuvo su alquiler del edificio, y en 2000 el banco ocupaba unas 20 plantas en el edificio. En 2002, Valad compró la mitad de la torre por $ 92,5 millones, que vendió después a Stockland a principios de 2007. Mientras tanto, Multiplex adquirió su 50 % de la torre de su fusión con Ronin Property Group, que fue propuesta a finales de 2004.
Brookfield Multiplex puso en venta su mitad del edificio a principios de 2008, sin embargo una oferta de Luke Saraceni para la torre fracasó y la mitad del edificio fue retirada del mercado inmobiliario.
BankWest anunció en 2006 que no iba a renovar su alquiler, sino que se iba a trasladar a una nueva torre propuesta en Raine Square.
Debido a retrasos con el proyecto de Raine Square, el banco se vio obligado a solicitar una renovación de 5 años de su alquiler en BankWest Tower en noviembre de 2009, el resto de los cuales serán tomados por el promotor de Raine Square, Saracen Properties. Saracen Properties anunció en mayo de 2009 que no buscaba renovar su alquiler, y desocuparía en la finalización de su alquiler en noviembre de 2009. Se reveló también que la planta 50, ocupada por Alan Bond, estaba en el mismo estado que cuando se fue en 1991, con la antigua silla, escritorio y mesa de reuniones de Bond disponibles como parte del alquiler.

## Diseño

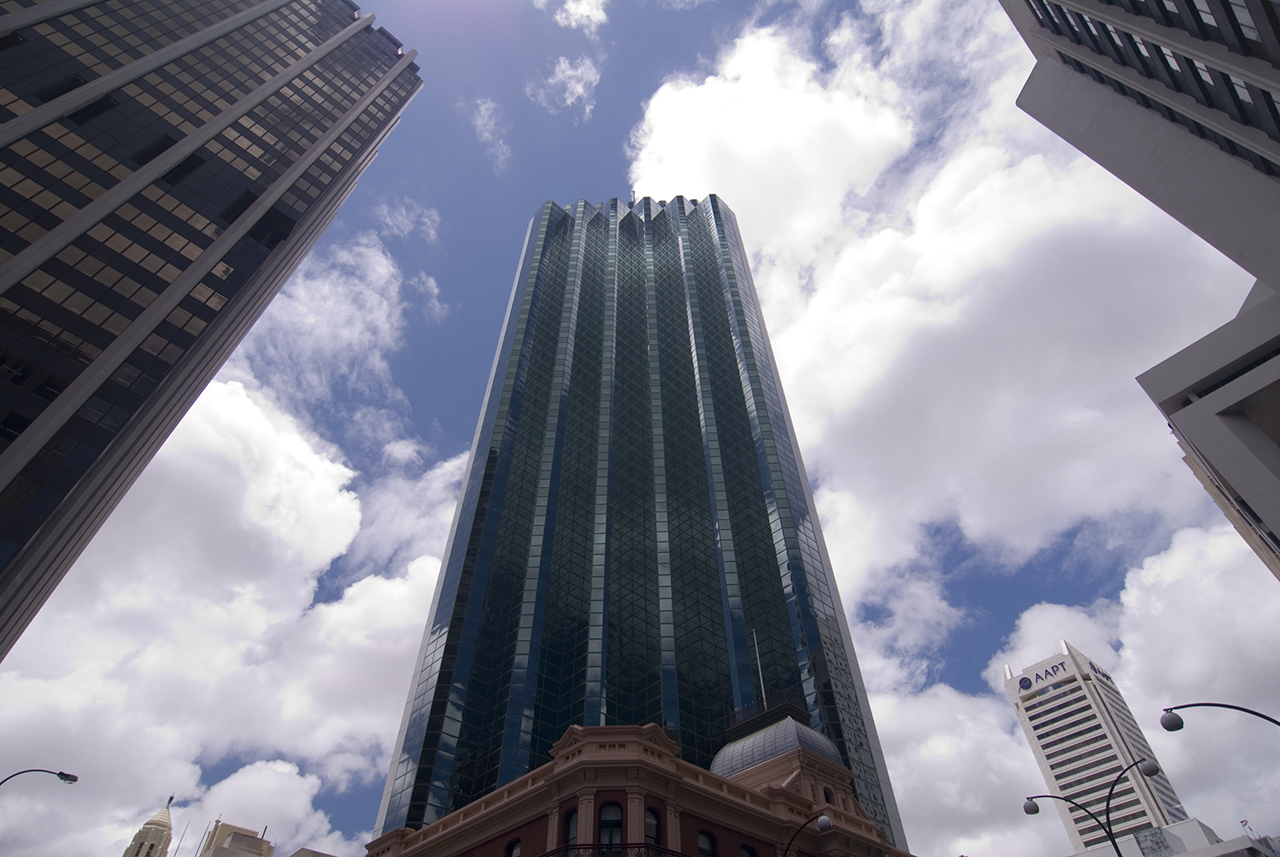
El lado suroeste de la torre, visto desde la intersección de St Georges Terrace y William Street

La torre fue diseñada por los arquitectos Cameron Chisholm & Nicol. La principal condición que se les dio para el diseño del edificio fue que "todas las oficinas debían mirar hacia las excelentes vistas del Río Swan".
Trabajando con estas instrucciones, seleccionaron una sección transversal triangular para la torre porque provocaba que "se abrieran las plantas de oficinas" permitiendo que la luz natural alcanzara la mayor parte del espacio de trabajo. También, la parte delantera escalonada del edificio maximizaba el número de oficinas en esquina en cada planta. Los lados este y norte del edificio son muros deslizantes de hormigón, y tienen menos ventanas. Estos lados albergan los servicios del edificio, incluyendo los ascensores y las escaleras. Se encontraron dificultades en la fase de diseño sobre cómo ejecutar las pendientes que forman la cima de esos muros junto con las últimas cinco plantas del edificio, dado que no era posible un vertido estándar de hormigón. En su lugar, se prefabricaron paneles de hormigón armado y fueron añadidos posteriormente a la estructura.
Las plantas de la torre están construidas con vigas y forjados de hormigón armado convencional. Los 14 ascensores de pasajeros del edificio se dividen en tres zonas: baja (plantas 0-17), media (18–29) y alta (30–51). Se cree que fue el primer edificio de Australia que usó una configuración así.
El vestíbulo de la torre fue planeado originalmente para ser un patio al aire libre entre el edificio y los restos del Palace Hotel, aunque extensas pruebas de viento aeroelásticas de la estructura en el Instituto de Ciencias Medioambientales de la Universidad Murdoch obligaron a que esta zona se cubriera con un techo de cristal. Se probó el muro cortina que iba a ser usado en la torre hasta 1,5 veces el coeficiente de seguridad para asegurar que pudieran resistir ciclones tropicales y movimientos sísmicos. El edificio está revestido con cristal doble tintado de verde en las ventanas, con el núcleo de servicios y estructura del edificio cubiertos con láminas de aluminio recubiertas con pintura girs claro de fluoropolímero.
Tras la construcción, la masa del edificio por encima del suelo era de 66.000 toneladas. El edificio descansa sobre 43 pilotes acampanados de hormigón y acero, con una longitud media de 30 metros (98 pies), que van "a través de 3 capas húmedas" hasta la base rocosa de limolita. El diámetro de estos pilotes oscila entre 2,5 m (8,2 pies) y 2,9 m (9,5 pies). El sótano del edificio tiene una profundidad de 16 metros (52 pies), y tiene un muro pantalla de 0,5 m (1,6 pies) de grosor para prevenir la entrada de agua.
El 21 de septiembre de 1987, mientras el edificio estaba en construcción, el Ayuntamiento de Perth aprobó la colocación de una aguja de 48 metros (157 pies) en la cima de la torre para albergar antenas de radio y televisión, antenas de microondas, luces de navegación y cámaras de vigilancia. Sin embargo, cuando se le preguntó sobre las cámaras de vigilancia, el portavoz de desarrollo del R&I Bank Terry Pilbeam negó cualquier conocimiento sobre para qué se usarían las cámaras. La aguja fue aprobada por el Departamento de Transporte y Comunicaciones, que dijo que no causaría problemas al tráfico aéreo, y fue añadida al edificio tras la construcción.

## Galería

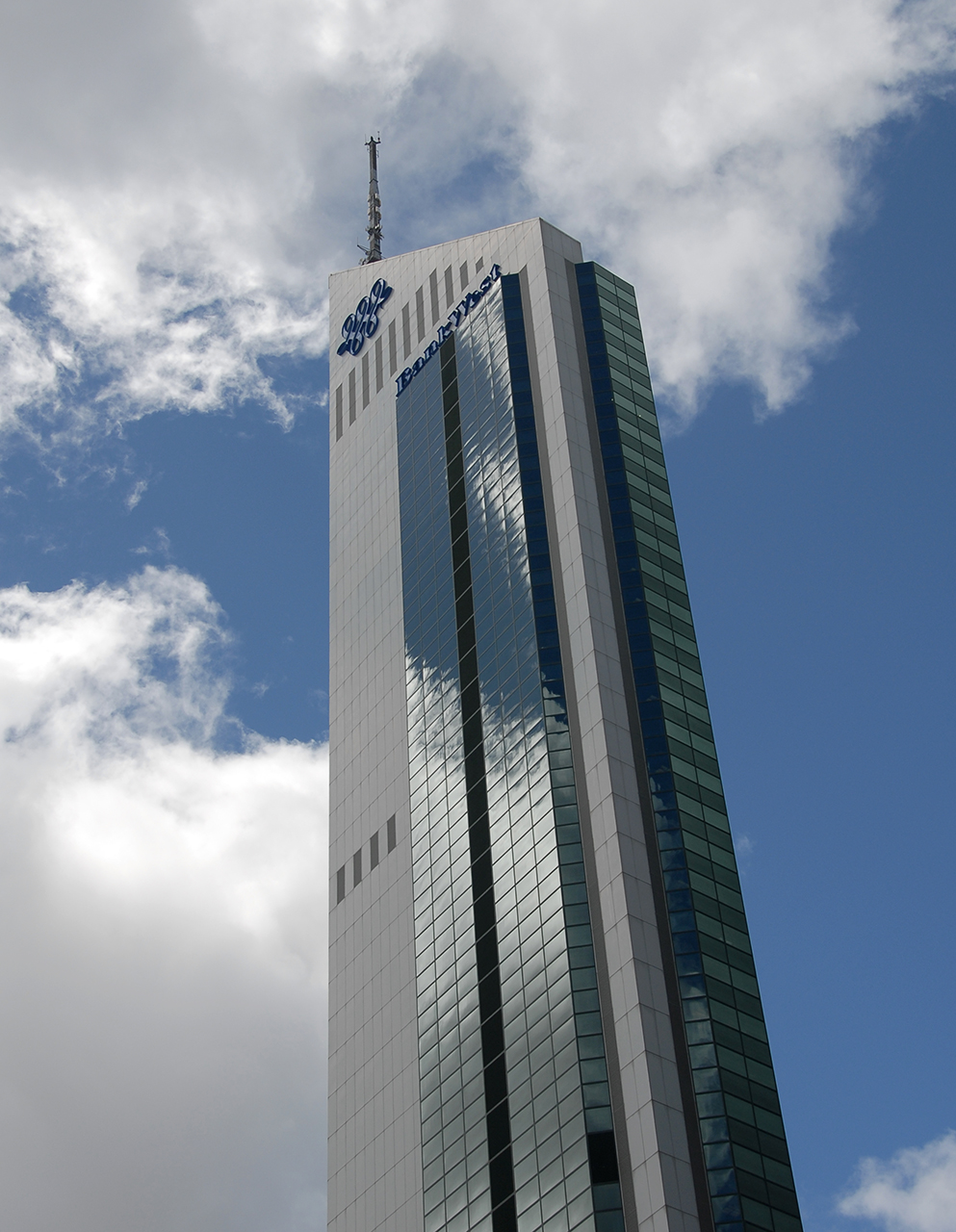
Lado norte de la torre visto desde la Calle William
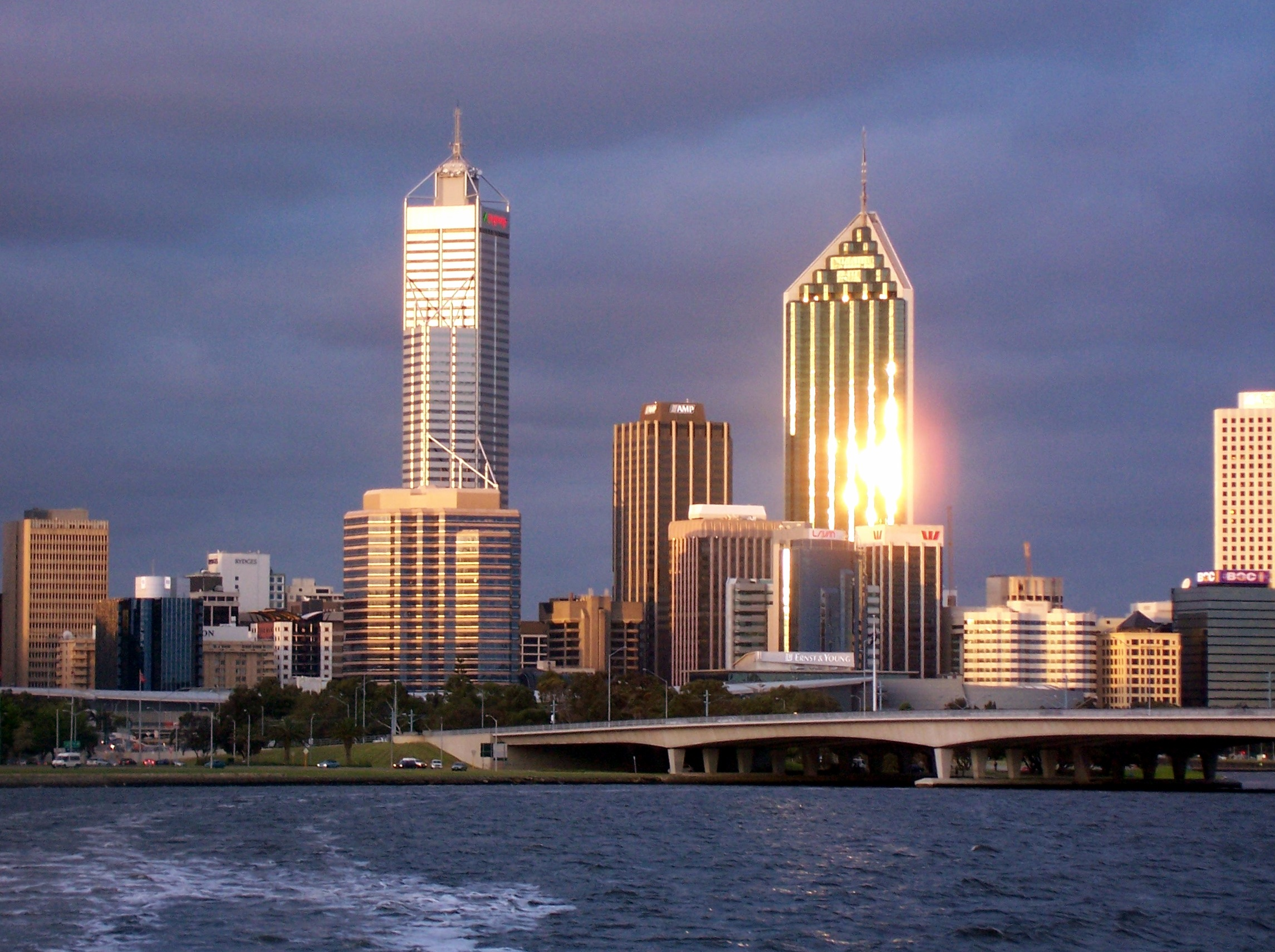
108 St Georges Terrace al atardecer, junto con Central Park y el edificio AMP
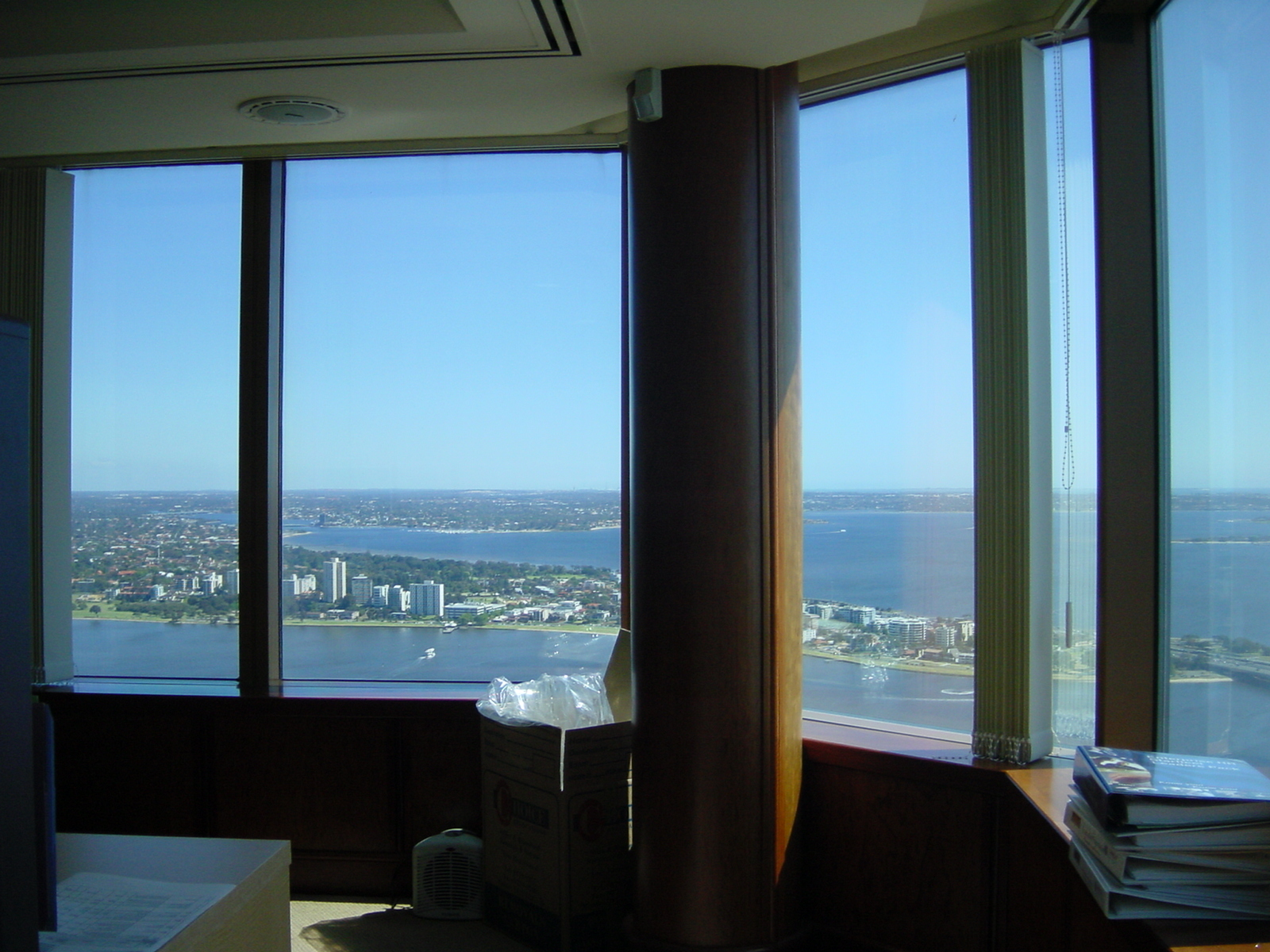
Vista típica del Río Swan desde una oficina de la torre
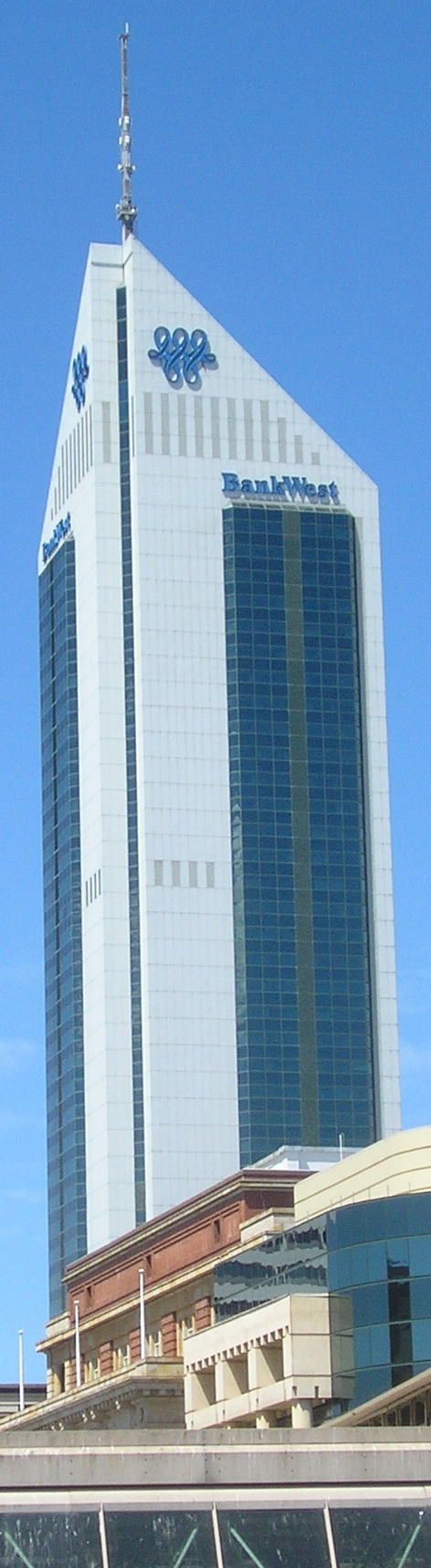
Vista que muestra los lados norte y este del edificio, que contienen los núcleos de servicios
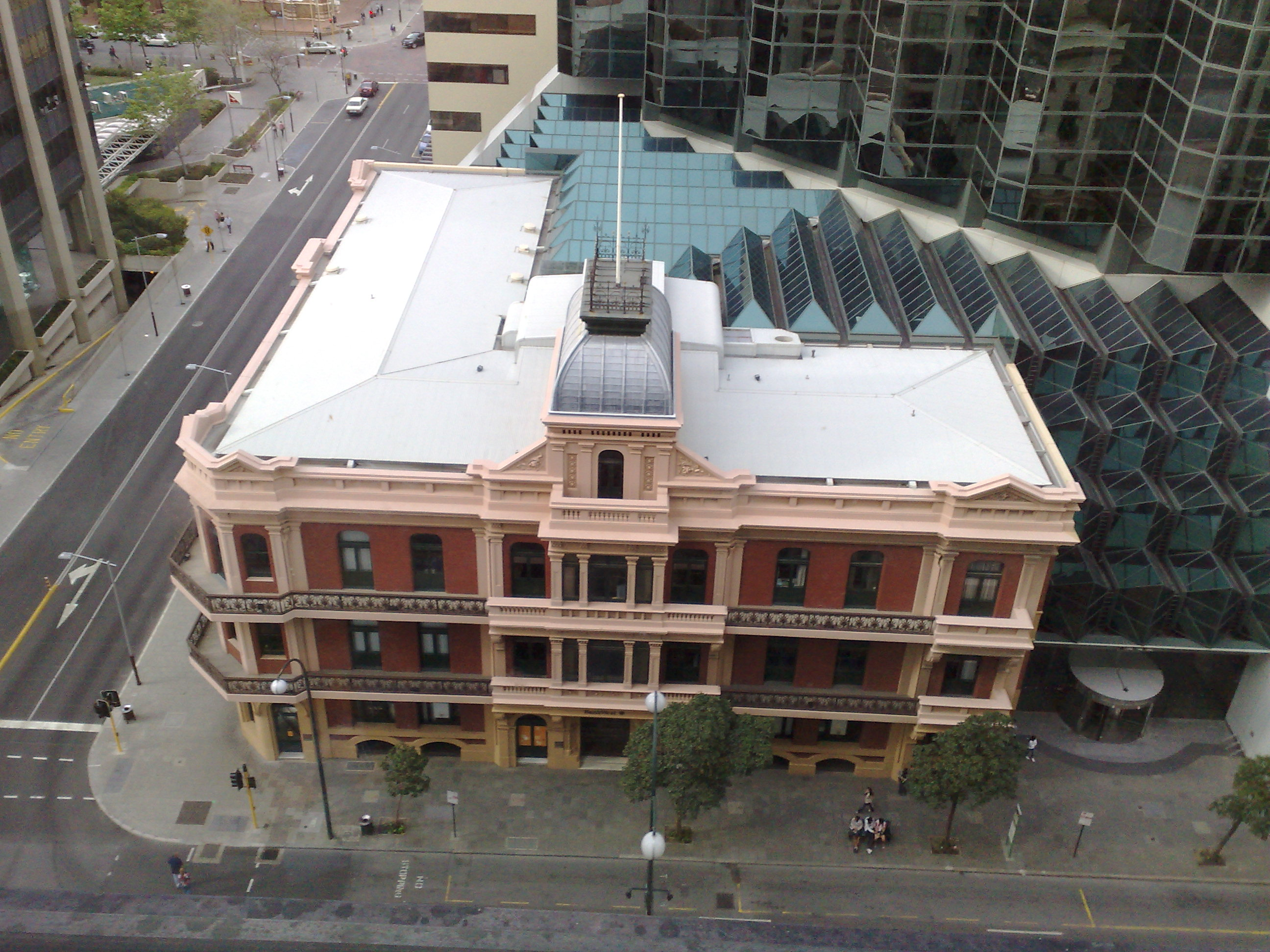
El Hotel Palace y el distintivo techo de cristal con pinchos del patio